# En kärlek har jag blott ännu
En kärlek har jag blott ännu är en från tyska översatt psalm. Psalmen har fem 8-radiga verser och ingen refrängtext. Vem som skrivit den tyska texten och vem som översatt den till svenska är okänt, liksom namnet på kompositören till melodin. Texten förfaller dock vara av äldre datum till sin karaktär. I Hjärtesånger 1895 knöt evangelisten Emil Gustafson psalmtexten till bibelordet Fullkomlig kärlek utdrifver räddhåga från Johannesevangeliet 4:18.

## Publicerad i
- Hjärtesånger 1895 som nr 245 under rubriken "Blandade sånger" med titeln "Fullkomlig kärlek".